# María Emilia Riquelme Zayas
María Emilia Riquelme Zayas, M.I.S.A.M.I., řeholním jménem Marie od Ježíše a Neposkvrněného početí (5. srpna 1847, Granada – 10. prosince 1940, tamtéž) byla španělská římskokatolická řeholnice, zakladatelka a členka Misijních sester od Nejsvětější svátosti a Neposkvrněné Panny Marie. Katolická církev ji uctívá jako blahoslavenou.

## Život
Narodila se dne 5. srpna 1847 v Granadě rodičům Joaquínu Riquelme y Gómez a Maríi Emilii Zayas Fernández de Córdoba y de la Vega. Její otec byl význačný armádní důstojník. Mezi její předky patřil významný španělský generál Gonzalo Fernández de Córdoba. Pokřtěna byla dne 7. srpna 1847. Během svého studia se naučila hrát na klavír a ovládat francouzštinu.
Roku 1851 měla vidění Panny Marie, což ji velmi ovlivnilo. Roku 1855 ji zemřela matka. Rozhodla se stát řeholnicí a roku 1859 učinila soukromý slib panenství. Její otec však nechtěl aby se stala řeholnicí, což ji velmi trápilo.
Během dospívání navštěvovala ve svém volném čase nemocné a pomáhala chudým. Po smrti svého otce roku 1885 se rozhodla založit novou ženskou řeholní kongregaci. Ta byla pod názvem Misijní sestry od Nejsvětější svátosti a Neposkvrněné Panny Marie založena dne 25. března 1896. Tentýž den do ní také sama složením řeholních slibů vstoupila a až do své smrti byla její generální představenou. Zvolila si řeholní jméno Marie od Ježíše a Neposkvrněného početí. Během španělské občanské války (1936–1939) žila ve Francii. Po jejím ukončení se vrátila opět do Španělska.
Zemřela ve své rodné Granadě dne 10. prosince 1940. Roku 2008 byly její ostatky exhumovány.

## Úcta
Její beatifikační proces byl zahájen dne 19. června 1982, čímž obdržela titul služebnice Boží. Dne 14. prosince 2015 ji papež František podepsáním dekretu o jejích hrdinských ctnostech prohlásil za ctihodnou. Dne 5. března 2019 uznal papež František zázrak na její přímluvu, potřebný pro její blahořečení.
Blahořečena pak byla v Granadě dne 9. listopadu 2019. Obřadu předsedal jménem papeže Františka kardinál Giovanni Angelo Becciu.
Její památka je připomínána 10. prosince. Je patronkou jí založené kongregace Bývá zobrazována v řeholním oděvu.